# Chris Sagramola
Chris Sagramola (Esch-sur-Alzette, 25 februari 1988) is een voetballer uit Luxemburg, die sinds de zomer van 2010 uitkomt voor CS Pétange. Hij speelde als aanvaller eerder voor Jeunesse Esch en UN Käerjeng 97.

## Interlandcarrière
Sagramola kwam tot dusver in totaal negen keer uit voor de nationale ploeg van Luxemburg. Hij maakte zijn debuut op 3 september 2005 als invaller in het WK-kwalificatieduel tegen Portugal, dat met 6-0 werd verloren. Hij scoorde tweemaal gedurende zijn interlandcarrière.
| Interlanddoelpunten | Interlanddoelpunten | Interlanddoelpunten | Interlanddoelpunten     | Interlanddoelpunten | Interlanddoelpunten | Interlanddoelpunten |
| #                   | Datum               | Locatie             | Wedstrijd               | Goal(s)             | Uitslag             | Competitie          |
| ------------------- | ------------------- | ------------------- | ----------------------- | ------------------- | ------------------- | ------------------- |
| 1                   | 07/02/2007          | Hesperange          | Luxemburg – Gambia      | 83'                 | 2–1                 | Oefeninterland      |
| 2                   | 24/03/2007          | Luxemburg           | Luxemburg – Wit-Rusland | 68'                 | 1–2                 | EK-kwalificatie     |

1 Felgen ·
Gasparotto ·
Redzepagic ·
Dione ·
Kruser ·
Lehnen ·
Neves ·
Sissoko ·
Antunes ·
Beretta ·
Martins ·
Mutuale ·
Neger ·
Nissan ·
Odailton ·
Texeira ·
Camara ·
Fiorentino ·
Kirchen ·
Pjanic ·
Sagramola ·
Steger ·
Thonon ·
Coach: Leflochmoan